# Perry Rhodan

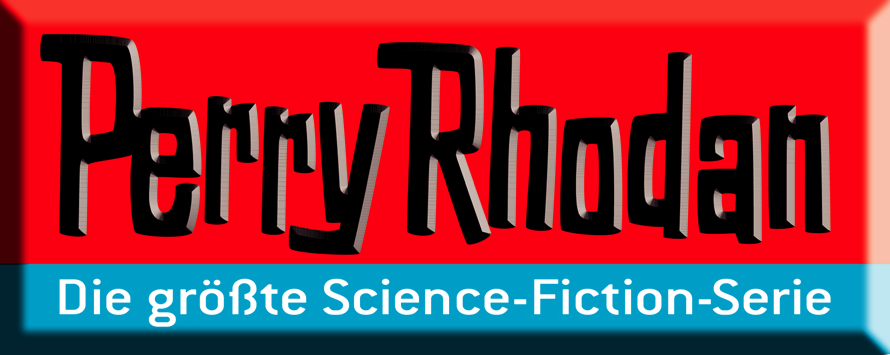
Logo de la série (2008).

Perry Rhodan est une série allemande de science-fiction qui paraît sous forme de fascicules hebdomadaires depuis 1961.
À l'origine prévue pour durer entre 30 et 50 fascicules, Perry Rhodan s'est imposé au fil des décennies comme la plus grande et la plus durable des séries de science-fiction, avec plus d'un milliard de volumes vendus en Allemagne. Elle est aujourd'hui déclinée sur de nombreux supports tels que des livres audio, des figurines, des posters, etc.
La série est divisée en cycles pouvant aller de trente à cent épisodes, permettant de la prendre aisément en cours de route. En Allemagne, la publication a atteint le 2900e volume le 17 mars 2017, marquant le début du 41e cycle nommé Genesis. Le 15 novembre 2024, la série entame avec le 3300e volume, son 45e cycle.
Les aventures de Perry Rhodan ont été traduites dans de nombreuses langues, dont l'anglais et le français, à un degré variable. L'édition française existe depuis 1966, d'abord au sein de la collection Anticipation du Fleuve noir, puis dans une collection spécifique à partir de 1989. Cette collection a été arrêtée fin 2011 quand Fleuve noir a décidé de transférer la série aux éditions Pocket à partir de 2012. Les éditions du Fleuve noir ont publié en France 282 livres de la série, regroupant chacun l'équivalent de deux à quatre fascicules. Actuellement[Quand ?], la traduction n'est pas intégrale et se base sur les recueils condensés, dits « Silber Band », de l'édition allemande. Depuis 2012, les éditions Pocket les éditent dans une collection dédiée nommée Perry Rhodan. Elles arrêtent la publication de la série avec le numéro 379, Le Nouvel Ordoban, qui est paru en janvier 2020.

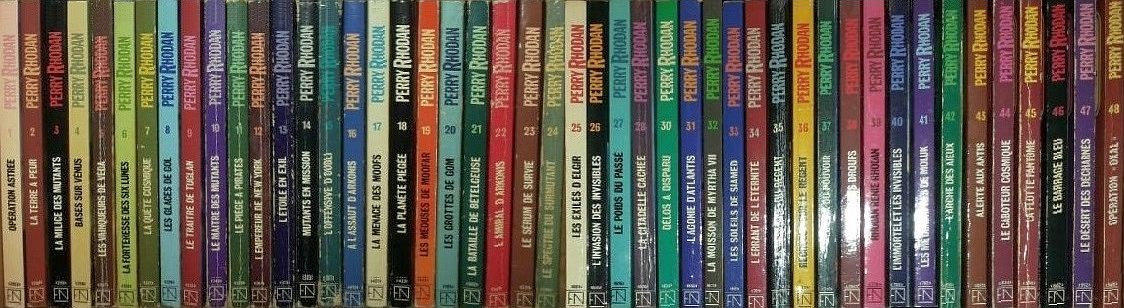
"Les Aventures de Perry Rhodan" de 1 à 48 au Fleuve Noir (1986).

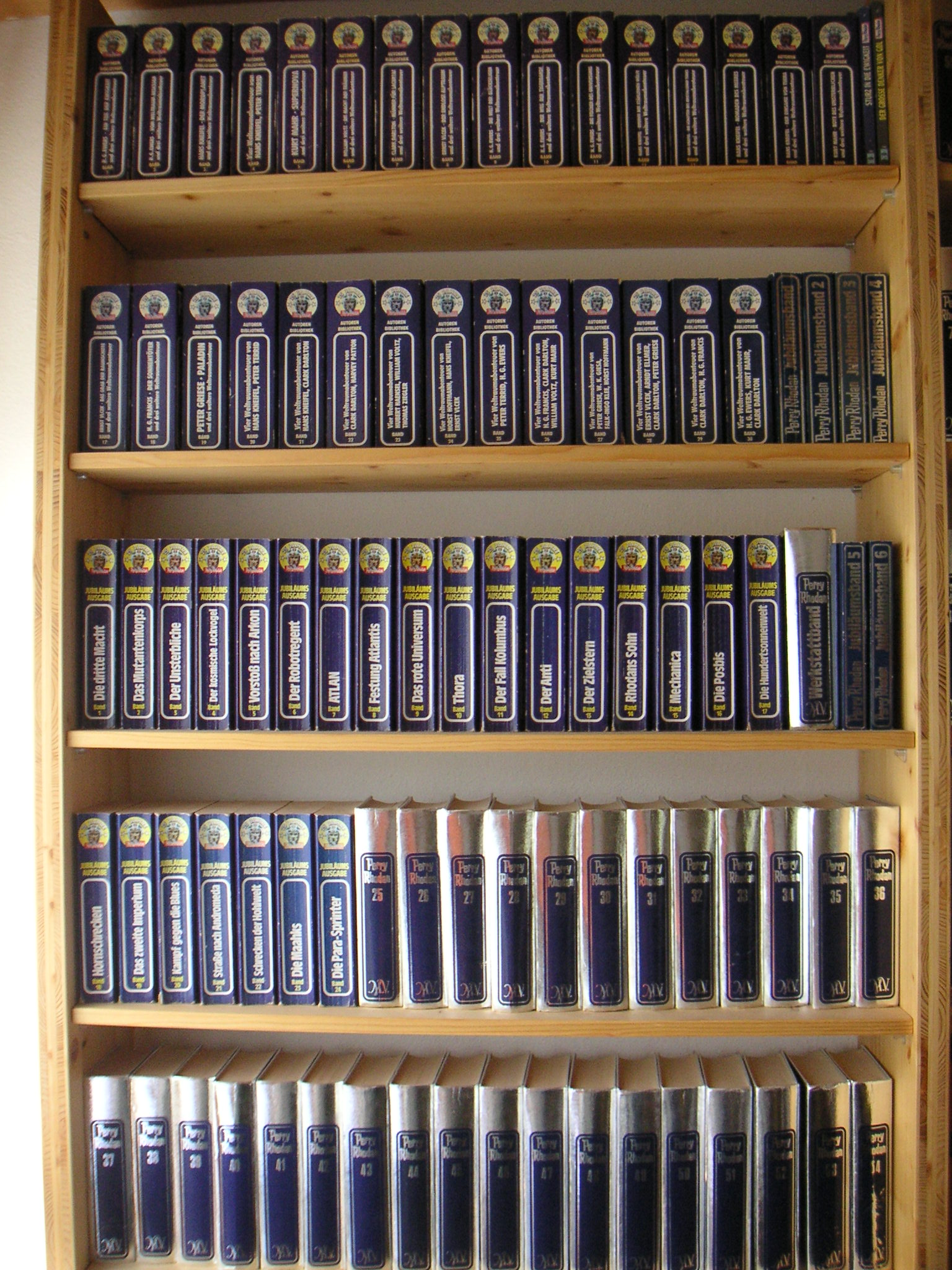
Une collection de SF allemande colossale…

## Résumé
Cette série raconte l'épopée d'un astronaute de l'U.S. Air Force qui part en reconnaissance sur la Lune. Il y trouve alors un vaisseau extraterrestre. Les êtres de ce vaisseau sont des Arkonides qui ont besoin d'une aide médicale. Rhodan emmène Krest, l'Arkonide malade, sur Terre. En contrepartie, les Arkonides donnent à Rhodan, ainsi qu'à son ami Reginald Bull, la connaissance et la technologie acquise par ce peuple.
Rhodan, à son retour sur Terre, refuse d'avantager un des blocs en présence (Chine, URSS et États-Unis – lors des premières parutions de Rhodan en 1961, on est en pleine Guerre froide) en lui remettant les technologies nouvelles révélées par les Arkonides.
Il crée dans le désert de Gobi un territoire indépendant : la « Troisième Force », qui met fin à la guerre froide à l'occasion d'une tentative d'invasion de la Terre par des extraterrestres et unifie les peuples de la Terre. Il crée également la Milice des Mutants en 1971. Poussé par les Arkonides, désireux de regagner leur patrie, il parcourt la galaxie et découvre de nouvelles planètes, dont une habitée par l'Immortel, où, dans un premier temps, il devient un « immortel relatif » dans la mesure où il doit passer sous une « douche cellulaire » tous les 60 ans pour conserver son immortalité et ses moyens physiques. Ainsi, il dirige le peuple de la Terre (les Terriens) vers un avenir galactique et forme l'« Empire Solaire ».
À chaque cycle, une nouvelle menace se présente, confrontant Perry Rhodan à des mystères toujours plus sombres et dangereux à résoudre.

## Les personnages

### Perry Rhodan
Rhodan est le protagoniste : grand, mince, un visage avec des traits burinés et des yeux gris. Il est né en 1936 aux États-Unis. Il est faiblement télépathe et se rappelle les personnes qu'il rencontre, de plus il est galactopsychologue.
Rhodan est au début de l'histoire un major de l'United States Air Force qui dirige une navette spatiale, puis après de nombreuses années de travail, il devient Stellarque de l'empire solaire. Il épouse l'Arkonide Thora de Zoltral, puis après la mort de celle-ci il épousera Mory Abro.
Rhodan reçoit, pour remplacer la "douche cellulaire" de la part de l'Immortel de Délos, son activateur cellulaire en 2103.

### Reginald Bull
Reginald Bull, alias Bully, est un ami de Rhodan de la première heure. Il est né le 14 mai 1938 aux États-Unis. D'apparence lourde et trapue, il possède une vivacité de premier ordre. Son visage est large avec des taches de rousseur. Ses yeux sont bleus décolorés et il arbore une chevelure en brosse de couleur rousse. Il est impulsif et use souvent d'un vocabulaire assez riche en insultes et jurons.
Bien qu'ayant de nombreuses disputes avec Rhodan, il y a entre les deux personnages une réelle complicité. Il est d'abord maréchal solaire puis Vice-Stellarque, et il reçoit quelques années après Rhodan un activateur cellulaire.

### Thora
Thora, arkonide, extraterrestre, commandante du vaisseau découvert par Perry Rhodan. Elle deviendra son épouse et la mère de son premier fils.

### Krest
Krest, arkonide, est un savant, membre de l'équipage du vaisseau commandé par Thora.

### Milice des Mutants
La Milice des Mutants est une organisation de fiction dans la série.
Il s'agit d'un Corps d'élite composé uniquement de mutants; cette organisation sert à affirmer, dans le début de la série, la puissance de la Troisième Force. En 2040, son quartier général est à Port-Vénus sur Vénus. La plupart des membres connus de la Milice ont un activateur cellulaire. Le terme allemand est Mutantenkorps.

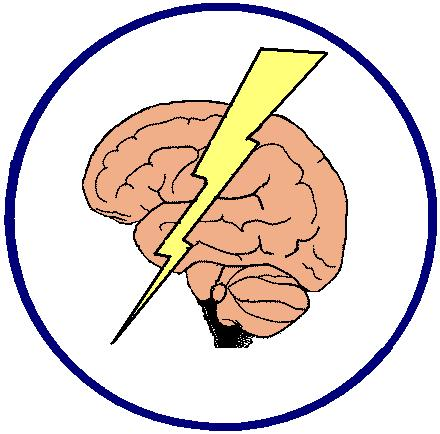
Logo Milice des mutants

Le symbole de la Milice est un cerveau traversé d'un éclair.
En 1971, Perry Rhodan recherche des Mutants et crée par la suite la Milice des Mutants.
L'organisation connaît son apogée en 2040 avec de nombreux mutants (environ une quarantaine dont certains ne font qu'une seule apparition). Mais l'attribution d'activateurs cellulaire aux mutants va entraîner la mort de certains d'entre eux. Après presque un millénaire de service, cette organisation menace de s'effondrer.
La Milice des Mutants est durement frappée en 2907 puis quasiment détruite en mars 2909 lors de la Première puis de la Seconde Genèse. Ces genèses se traduisent par le développement anormal des pouvoirs para-psychiques des mutants, cela entraîne une grande partie d'entre eux dans la folie (voir épisode n°193)
Les membres atteints par les deux genèses sont : Tako Kakuta, André Lenoir, Wuriu Sengu, Betty Toufry, Son Okura, Kitai Ishibashi, Tama Yokida et Ralph Marten.
L'organisation reprend de l'importance dans le cycle des Cappins. Reconstruite avec les survivants de l'équipe historique, elle est désormais appelée : "Nouvelle milice des mutants".

## La chronologie de la série
- 200 000 av. J.-C. : les Cappins font l'élevage des hommes sur la terre, qu'ils connaissent sous le nom de « Lotrons ».

- 60 000 av. J.-C. : dans la galaxie M87, un peuple invente les Bestians et en fait l'élevage, ces créatures finissent par se révolter contre leurs créateurs. Les Bestians sont bannis et certains partent pour la Voie lactée. Une portion de ces Bestians deviendront des Halutiens.

- 50 000 av. J.-C. : les Lémuriens, la première humanité, sont vaincus par les Halutiens. Ceux-ci les chassent vers la Galaxie d'Andromède. La civilisation lémurienne sur Lemur (la Terre) est détruite. La 4e planète, Zeut, est détruite et forme la ceinture d'astéroïdes.

- 8 000 av. J.-C. : Atlan et un groupe d'Arkonides découvrent la Terre, qu'ils nomment « Larsaf III ». Ils y fondent une colonie. À cause des guerres contre les Maahks et les Droufs, ils oublient cette colonie et Atlan se trouve bloqué sur Larsaf III.

- 1961 : la deuxième humanité est en train de s'auto-détruire pendant la guerre froide. Perry Rhodan, qui découvre le vaisseau arkonide sur la Lune, l'en empêche. Création de la Milice des Mutants et de la Troisième Force.

- 1984 : l'humanité unie ose le vol jusqu'à Arkonis et rencontre le Régent, une machine, qui contrôle l'Empire Arkonide.

- 2040 : les Droufs envahissent l'Univers une nouvelle fois. Le Régent et Perry Rhodan signent une alliance fragile contre les Droufs.

- 2044 : Rhodan et Atlan réussissent à renverser le Régent, puis Atlan devient Empereur sous le titre de Gnozal VIII.

- 2102 : découverte du Système Bleu. Les Akones menacent l'Empire Arkonide ainsi que la Terre, et fomentent jusqu'en 2106 plusieurs complots pour récupérer le contrôle de la galaxie.

- 2112 : les Bioposis, des êtres semi-organiques et semi-robotiques, menacent la galaxie. Après que Rhodan a trouvé et supprimé les causes de leur haine, les Bioposis (ou Posbis) deviennent les meilleurs amis des Terriens.

- 2326 : l'Empire des Bleus est découvert dans l'Est galactique. À l'issue de rudes batailles, une alliance entre les Terriens, Arkonides, Bioposis et Arras élimine la menace des Bleus en 2327.

- 2400 : l'accès à la Galaxie d'Andromède est découvert. Les détenteurs du pouvoir, les Maîtres Insulaires, essaient de soumettre la Voie lactée. Les Maahks, les soldats des Maîtres, s'allient avec les Terriens, puis se révoltent contre les Maîtres. Les Maîtres sont au nombre de 7, Faktor 1 à Faktor 7. Ils utilisent des technologies supérieures aux Terriens, dont le voyage dans le passé. En 2405, la guerre finit par une défaite totale des Maîtres despotiques.

- 2435 : les Bestians, les ancêtres des Halutiens, accusent les Terriens d'un crime contre le temps. Pour cette raison, ils entrent en guerre contre l'Empire Solaire. À la suite d'un accident, le vaisseau Krest IV de Perry Rhodan plonge dans l'hyperespace et se retrouve dans la galaxie M87, l'ancienne patrie des Bestians. Avec l'aide des Halutiens pacifiques, les Terriens gagnent la guerre contre les Bestians.

- 2909 : pendant la Seconde Genèse, la Milice des Mutants est quasiment détruite.

- 3430 : le peuple des Terriens est le plus important en nombre dans la galaxie. Mais il est divisé en différentes communautés - dont l'Empire Solaire. Diverses menaces causent des troubles, dont une invasion des Cappins. En 3437, Rhodan est contraint d'organiser une expédition dans la galaxie natale des Cappins, Gruelfin, avec le ganjo Ovaron.

- 3441 : Perry Rhodan a réussi à libérer Gruelfin et regagne la Voie Lactée. Mais dans celle-ci est apparu l'Essaim, et tous les peuples ont perdu leur intelligence à la suite d'une manipulation de la gravitation.

- 3444 : les huit vieux-mutants, survivants de la Milice des Mutants, sont récupérés.

- 3458 : les Larenns annexent la Voie Lactée au nom du Concile des Sept.

- 3460 : la Terre disparaît en empruntant un transmetteur stellaire et réapparait dans le Maelström des Étoiles dans le système de Médaillon dont le rayonnement va influencer ses habitants en leur ôtant peu à peu toutes émotions et déclenchant ainsi le règne de l'Aphilie.

- 3540 : contraint à l'exil, Perry Rhodan quitte la Terre à bord du Sol accompagné des rares immunisés à l'Aphilie pour essayer de retrouver le chemin de la Voie Lactée.

## Technologie

### Armes
- Bombe arkonide :
Arme développée par l'empire arkonide durant l'apogée de son expansion. Elle déclenche un incendie nucléaire inextinguible capable de dévaster une planète. Une seule bombe peut convertir une planète en un petit soleil qui se disloque rapidement. La progression de l'incendie nucléaire est lente et peut permettre l'évacuation de la planète avant sa complète destruction. Plus le nombre de bombes amorcées est important, plus la destruction est rapide.
- Canon convertisseur :
Arme donnée par l'Immortel à Atlan. Elle crée un champ d'énergie instable sur la cible choisie. La cible disparait alors dans un champ d'énergie quintidimensionnelle.
Le secret de cette arme disparaît lorsque les Terriens en recherchent les plans.
- Canon séquentiel :
Arme d'un peuple nommé Perlian. Cette arme désintègre toute cible en milliards de particules, le procédé est sur la base de chocs énergétiques quintidimensionnels.
- Canon transformateur :
Cette arme, seulement utilisée par les Terriens et les Bioposis, transporte des bombes par l'hyperespace. Elle fonctionne de façon identique au transmetteur fictif de l'Immortel. Les spécifications de construction sont top secret.
- Radiant :
  - Narco-radiant :
Inventé par les Sauriens de Mécanica. Cette arme endort ses victimes pendant en moyenne trois heures. Il s'appelle aussi narco-canon ou canon à narcose. Remarque: Les Arkonides inventèrent une arme légèrement similaire.
  - Radiant pacificateur :
Inventé par les Lémuriens 49 000 av. J.-C. pour lutter contre les Bestians. Plus tard, grâce à cette arme, les Bestians devinrent les Halutiens. Cette arme crée un changement psychique qui vise à pacifier les Bestians.

### Vaisseaux
- Chaloupe :
Vaisseau sphérique de 60 mètres de diamètre. La vitesse et l'autonomie varient en fonction de la technologie acquise par le peuple Terrien. Elle possède un armement basique : désintégrateurs, bouclier (type Arkonide, puis SH).
- Gazelle :
Avisos à grand rayon d’action, engins en forme de disques (ou, plus simplement, de « soucoupes volantes ») de trente mètres de diamètre sur dix-huit d’épaisseur.
- Corvette :
Autre nom de la chaloupe.
- Destroyer :
Vaisseau de 30 mètres de long équipé de multiples canons radiants à longue portée ainsi que d'un bouclier protecteur. L'équipage se compose de trois hommes.
- Escorteurs :
Chaloupe spéciale inventée en 2404, elle possède un armement léger, un kalup, qui est le procédé permettant de naviguer dans l'hyperespace, et un écran. L'équipage est de 20 hommes.
- Frégate :
Vaisseau de 100 mètres de diamètre avec un moteur en général plus rapide qu'un escorteur. La désignation exacte est vaisseau de classe État.
- Glisseur :
Appareil de 3 mètres de long, équipé de champs anti-g, possédant un habitacle hermétique et avec seulement deux places. Ils servent en général de véhicule de reconnaissance dans des mondes inconnus et de véhicule particulier.
Il existe un modèle avec quatre places qui sert, le plus souvent, de taxi dans les mondes habités.
- Mosquito :
Petit chasseur de 26 mètres de long équipé d'un canon transformateur fixe. Il est en général biplace. Et équipé d'un écran SH.
- Ultracroiseur (ou Croiseur classe galaxie) :
La coque mesure deux kilomètres et demi de diamètre. Le système d'armement possède son système d'alimentation en énergie. L'accélération maximale est de 600 km/s2. Ce type de vaisseau possède quatre écrans protecteurs, dont un SH. Une batterie de soixante canons transformateurs de mille gigatonnes chacun constitue la grande partie de l'armement. Il a trois kalups compacts avec un rayon d'action de 1,2 million d'années-lumière.

### Autres
- Armure arkonide :
Équipement renforçant la combinaison spatiale avec de multiples appareils. L'armure est composée d'un micro-générateur autonome, un bouclier écran protecteur, un champ anti-gravitatif et un écran déflecteur d'invisibilité.
- Activateur cellulaire :
Petit appareil ovoïde créé par l'Immortel, porté en général autour du cou. Remplaçant la contraignante douche cellulaire, l'activateur cellulaire garantit à son porteur une immortalité relative. Il apporte également une protection contre les maladies, les empoisonnements, la fatigue, etc. Il en existe 27 dans la Voie lactée, 23 sont utilisés, mais 4 restent introuvables (dont un sera détruit lors du 4e cycle). Perry Rhodan et Atlan possèdent les seuls activateurs réglés sur leur propre fréquence individuelle. Remarque: Les Maîtres Insulaires créent et portent des activateurs en forme de bâtonnet.
- Aciers spéciaux :
  - Arkonite :
Métal très dense et solide créé par les Arkonides. Ce métal est utilisé pour les vaisseaux, les bunkers et les robots.
  - Terkonite :
Fait à partir de l'Arkonite, ce métal est trois fois plus résistant. L'utilisation est identique à celle de l'Arkonite. La formule de ce métal évoluera tout au long des avancées technologiques.
- Compensateur de structure :
Appareil inventé par les Francs-Passeurs avec l'aide des Swoons. Il annihile les effets du détecteur de structure.
- Détecteur de structure :
Il réagit à l'ébranlement de l'espace quadridimentionnel produit par un vaisseau sortant de l'hyperespace.
- Douche cellulaire :
Nom donné au processus de rajeunissement inventé par l'Immortel. Ce procédé consiste à rajeunir toute personne restant dans la cabine. Il faut en moyenne 24 h pour faire une douche complète, l'effet de cette douche est de 60 ans pendant lesquels les sujets ne vieillissent pas. Par la suite, la douche cellulaire est remplacée par les activateurs cellulaires individuels.
- Écran SH :
Bouclier à haute surcharge qui est très résistant. Il est utilisé par les Bi-Conditionnés puis par les Terriens. Malgré l'avènement d'autres types de bouclier, il est le bouclier de référence.
- Kalup :
Système de propulsion volé aux Droufs, grâce au mutant Ernst Ellert, qui fut utilisé pour la première fois en 2102 sur le navire La Magicienne. Ce système vise à créer un champ protecteur autour de la coque du navire qui absorbe les impacts énergétiques, permettant de plonger dans l'entre'espace (zone entre l'espace et l'hyperespace). Cette invention évite le choc de la rematérialisation qui indispose l'équipage pendant de longues minutes. Le nom originel est propulsion linéaire. Mais le fait que le professeur Arno Kalup ait mis au point le premier prototype viable a eu pour conséquence de garder la dénomination de « Kalup ».
- Transmetteur fictif :
Invention de l'Immortel permettant d'envoyer un objet dans n'importe quel endroit sans aucun récepteur. Il mesure 5 mètres de diamètre. L'Immortel en fit cadeau à Perry Rhodan. Les Arkonides et les Terriens développèrent des transmetteurs qui nécessitent un transmetteur-émetteur et un récepteur.

## Les auteurs
La création d’un univers fictionnel aussi vaste et complexe requiert un travail d’équipe. La trame centrale de la série est développée par un « rédacteur d’exposé ». Chaque numéro est ensuite écrit par un membre de l’équipe à partir d’un schéma détaillé. Au fil des années, plus de deux douzaines d’auteurs ont participé à cette tâche. Dans les épisodes parus en France, le maître d'œuvre est K.H. Scheer.
Les auteurs de cette série sont :
- K.H. Scheer
- Clark Darlton
- Kurt Mahr
- W.W. Shols
- William Voltz
- H.G. Ewers
- Conrad Shepherd
- Hans Kneifel
- Andreas Eschbach

## Les traducteurs
- Jacqueline H. Osterrath, première traductrice des Perry Rhodan
- Ferdinand Piesen (décédé en 1994)
- Chris Emmensberger
- Marie-Jo Dubourg
- Ulrike Klotz-Eiglier
- Jean-Marc Oisel
- Roland C. Wagner
- A-J. Thalberg
- Jeanne-Marie Gaillard-Paquet
- Jean-Michel Archaimbault
- Jean-Luc Blary
- Michel Vannereux
- Claude Lamy, pseudonyme Nicolas Nommey, président du club français Basis
- José Gérard
- Jean-Marc Gasser
- Jean-Marc Ertel
- Agnès Girard

## Les illustrateurs
- Guy Roger